# 国引き神話
国引き神話（くにびきしんわ）は、出雲国に伝わる神話の一つである。『古事記』や『日本書紀』には記載されておらず、『出雲国風土記』の冒頭、意宇郡の最初の部分に書かれている。

## 概要
当初、作られた出雲国は「八束水臣津野命（やつかみずおみつぬのみこと）」によれば「狭布（さの）の稚国なるかも、初国小さく作らせり、故（かれ）、作り縫はな」という失敗作であったという。「狭布」すなわち国の形は東西に細長い布のようであったという。そこで、八束水臣津野命は、遠く「志羅紀」「北門佐岐」「北門農波」「高志」の余った土地を裂き、四度、「三身の綱」で「国」を引き寄せて「狭布の稚国」に縫い合わせ、できた土地が現在の島根半島であるという。
余った土地を出発地とし、縫い合わせた場所を到着地として、4つの段落に分けて詳細をまとめると表の通りである。
| 段落 | 出発地           | 到着地                             |
| ---- | ---------------- | ---------------------------------- |
| １   | 志羅紀の三埼     | 去豆の折絶から 八穂爾 支豆支の御埼 |
| ２   | 北門の佐伎の国   | 多久の折絶から 狭田の国            |
| ３   | 北門の農波の国   | 宇波の折絶から 闇見の国            |
| ４   | 高志の都都の三埼 | 三穂の埼                           |

志羅紀の三埼を引いた綱は薗の長浜（稲佐の浜）に、三穂の埼を引いた綱は夜見の嶋（弓浜半島）になった。そして、国引きを終えた八束水臣津野命が叫び声とともに大地に杖を突き刺すと木が繁茂し「意宇の杜（おうのもり）」になったという。

## 比定地
神話に登場する地名の比定地は、志羅紀を新羅国、去豆を許豆神社のある出雲市小津町、支豆支の御埼を出雲市大社町日御碕、北門を北方の出入口の意とし出雲の日本海側の港、佐伎を出雲市大社町鷺浦、多久をかつて多久神社や多久川のあったとされる松江市鹿島町北講武など、狭田を松江市鹿島町佐陀本郷など、農波を松江市島根町野波、宇波をかつての手染（たしみ）郷とされる松江市手角（たすみ）町、闇見を久良弥神社のある松江市新庄町、高志を北陸地方（越国）、都都を能登半島の北端珠洲岬、三穂を島根半島の東端の松江市美保関町とする説がある。
しかしこの解釈の場合、第一段と第四段が出雲外から新羅や珠洲を出雲に引いてきた事に対して、第二段と第三段は出雲の日本海側の佐伎や農波を出雲に引いてきた事になり「島根半島内部のスケールの小さな話」となり、国引きとはいえないという意見があり、北門を越後付近もしくは石川県と解釈する説もある。または北門を隠岐として前者を隠岐島前、後者を隠岐島後とする説もある。